# Scottish League Cup 2021/22
Der Scottish League Cup wurde 2021/22 zum 76. Mal ausgespielt. Der schottische Fußball-Ligapokal, der unter den Teilnehmern der Scottish Premiership, Championship, der League One und League Two sowie den beiden Meistern der Highland- und Lowland Football League ausgetragen wurde, begann am 9. Juli 2021 und endete mit dem Finale am 19. Dezember 2021 im Hampden Park von Glasgow. Der Wettbewerb wurde offiziell als Premier Sports Cup  ausgetragen. Der Ligapokal begann mit 8 Gruppen zu jeweils fünf Mannschaften. Die acht Gruppensieger und die vier zweitbesten Mannschaften jeder Gruppe erreichten die 2. Runde. Die Mannschaften, die am Europapokal teilnahmen, starteten erst in der 2. Runde. Wurde in einem Duell nach 90 Minuten kein Sieger gefunden worden, so wurde das Spiel im Elfmeterschießen entschieden. Der Sieger bekam zwei Punkte, der Verlierer einen.
Als Titelverteidiger startete der FC St. Johnstone in den Wettbewerb, der im Vorjahresfinale gegen den FC Livingston gewann.
Im diesjährigen Endspiel um den Schottischen Liga-Pokal standen sich Celtic Glasgow und Hibernian Edinburgh gegenüber. Celtic erreichte das Endspiel zum 35. Mal seit 1957, die Hibs zum insgesamt elften Mal seit 1951. Beide Vereine trafen damit nach 1969, 1973 und 1975 zum vierten Mal im Endspiel um den Ligapokal aufeinander. Celtic gewann das Finale mit 2:1 durch zwei Tore von Kyōgo Furuhashi. Dadurch gewann Celtic den insgesamt 20. Titel im Ligapokal seit ihrem ersten Sieg im Jahr 1957.

## Termine
| Runde         | Datum                    | Spiele | Vereine | Neueinstiege |
| ------------- | ------------------------ | ------ | ------- | ------------ |
| Gruppenphase  | 9. – 25. Juli 2021       | 80     | 45 → 11 | keine        |
| 2. Runde      | 14. – 15. August 2021    | 8      | 16 → 8  | 5            |
| Viertelfinale | 21. – 23. September 2021 | 4      | 8 → 4   | keine        |
| Halbfinale    | 20. – 21. November 2021  | 2      | 4 → 2   | keine        |
| Finale        | 19. Dezember 2021        | 1      | 2 → 1   | keine        |

## Teilnehmende Mannschaften
Am Wettbewerb nehmen folgende 45 Mannschaften teil:
| Premiership 12 Vereine der Saison 2021/22 | Championship 10 Vereine der Saison 2021/22 | League One 10 Vereine der Saison 2021/22                                                                                            | League Two 10 Vereine der Saison 2021/22 | Highland Football League Meister der Saison 2020/21 Lowland Football League Meister und Vizemeister der Saison 2020/21 |
| Glasgow Rangers Celtic Glasgow Hibernian Edinburgh FC Aberdeen FC St. Johnstone FC Livingston FC St. Mirren FC Motherwell Dundee United Ross County Heart of Midlothian FC Dundee | FC Kilmarnock Hamilton Academical Raith Rovers Dunfermline Athletic Inverness CT Queen of the South FC Arbroath Ayr United Greenock Morton Partick Thistle | Alloa Athletic Airdrieonians FC Cove Rangers FC Montrose FC Falkirk FC East Fife FC Peterhead FC Clyde FC Dumbarton FC Queen’s Park | Forfar Athletic Edinburgh City Elgin City FC Stranraer Stirling Albion FC Stenhousemuir Albion Rovers Annan Athletic FC Cowdenbeath Brechin City 1 | Brora Rangers Kelty Hearts 1 FC East Kilbride                                                                          |

## Gruppenphase
Die Gruppenphase wurde am 28. Mai 2021 ausgelost. Die acht Gruppensieger und die drei zweitbesten Mannschaften jeder Gruppe erreichten die 2. Runde. Die Europapokalteilnehmer, die Glasgow Rangers, Celtic Glasgow, Hibernian Edinburgh, der FC Aberdeen und FC St. Johnstone starteten in der 2. Runde. Ausgetragen wurden die Spiele zwischen dem 10. und 25. Juli 2021.

### Gruppe A
| Pl. | Verein              | Sp. | S | U | N | Tore    | Diff. | Punkte |
| --- | ------------------- | --- | - | - | - | ------- | ----- | ------ |
| 1.  | Heart of Midlothian | 4   | 4 | 0 | 0 | 008:000 | +8    | 12     |
| 2.  | Stirling Albion     | 4   | 2 | 1 | 1 | 008:700 | +1    | 08     |
| 3.  | Inverness CT        | 4   | 1 | 1 | 2 | 005:600 | −1    | 04     |
| 4.  | Cove Rangers        | 4   | 1 | 0 | 3 | 006:100 | −4    | 03     |
| 5.  | FC Peterhead        | 4   | 1 | 0 | 3 | 004:800 | −4    | 03     |

| 10. Juli 2021                |                 |                              |
| Cove Rangers                 | 2:3             | Stirling Albion              |
| FC Peterhead                 | 0:2             | Heart of Midlothian          |
| 13. Juli 2021                |                 |                              |
| Heart of Midlothian          | 3:0             | Cove Rangers                 |
| Inverness Caledonian Thistle | 2:0             | FC Peterhead                 |
| 17. Juli 2021                |                 |                              |
| Inverness Caledonian Thistle | 2:2 (2:3 i. E.) | Stirling Albion              |
| FC Peterhead                 | 3:1             | Cove Rangers                 |
| 20. Juli 2021                |                 |                              |
| Cove Rangers                 | 3:1             | Inverness Caledonian Thistle |
| Stirling Albion              | 0:2             | Heart of Midlothian          |
| 24./25. Juli 2021            |                 |                              |
| Stirling Albion              | 3:1             | FC Peterhead                 |
| Heart of Midlothian          | 1:0             | Inverness Caledonian Thistle |

### Gruppe B
| Pl. | Verein        | Sp. | S | U | N | Tore    | Diff. | Punkte |
| --- | ------------- | --- | - | - | - | ------- | ----- | ------ |
| 1.  | Dundee United | 4   | 4 | 0 | 0 | 009:100 | +8    | 12     |
| 2.  | FC Arbroath   | 4   | 3 | 0 | 1 | 006:300 | +3    | 09     |
| 3.  | Kelty Hearts  | 4   | 2 | 0 | 2 | 008:500 | +3    | 06     |
| 4.  | Elgin City    | 4   | 1 | 0 | 3 | 005:120 | −7    | 03     |
| 5.  | FC East Fife  | 4   | 0 | 0 | 4 | 002:900 | −7    | 0      |

| 9./10. Juli 2021 |     |               |
| Kelty Hearts     | 0:1 | Dundee United |
| Elgin City       | 0:1 | FC Arbroath   |
| 14. Juli 2021    |     |               |
| FC Arbroath      | 2:0 | FC East Fife  |
| Dundee United    | 6:1 | Elgin City    |
| 17. Juli 2021    |     |               |
| Dundee United    | 1:0 | FC Arbroath   |
| Kelty Hearts     | 3:0 | FC East Fife  |
| 20. Juli 2021    |     |               |
| FC East Fife     | 0:1 | Dundee United |
| Elgin City       | 1:3 | Kelty Hearts  |
| 24. Juli 2021    |     |               |
| FC Arbroath      | 3:2 | Kelty Hearts  |
| FC East Fife     | 2:3 | Elgin City    |

### Gruppe C
| Pl. | Verein          | Sp. | S | U | N | Tore    | Diff. | Punkte |
| --- | --------------- | --- | - | - | - | ------- | ----- | ------ |
| 1.  | FC Dundee       | 4   | 4 | 0 | 0 | 014:200 | +12   | 12     |
| 2.  | Forfar Athletic | 4   | 2 | 1 | 1 | 006:500 | +1    | 08     |
| 3.  | Ross County     | 4   | 2 | 0 | 2 | 005:700 | −2    | 06     |
| 4.  | FC Montrose     | 4   | 1 | 1 | 2 | 004:600 | −2    | 04     |
| 5.  | Brora Rangers   | 4   | 0 | 0 | 4 | 000:900 | −9    | 0      |

| 10. Juli 2021     |                |                 |
| Forfar Athletic   | 13:0 1         | Ross County     |
| FC Montrose       | 3:0            | Brora Rangers   |
| 13. Juli 2021     |                |                 |
| FC Dundee         | 4:0            | Brora Rangers   |
| Forfar Athletic   | 0:0 (5:4 i. E) | FC Montrose     |
| 17./18. Juli 2021 |                |                 |
| Brora Rangers     | 0:1            | Forfar Athletic |
| Ross County       | 20:3 2         | FC Dundee       |
| 21. Juli 2021     |                |                 |
| Brora Rangers     | 0:1            | Ross County     |
| FC Montrose       | 0:2            | FC Dundee       |
| 24. Juli 2021     |                |                 |
| FC Dundee         | 5:2            | Forfar Athletic |
| Ross County       | 4:1            | FC Montrose     |

### Gruppe D
| Pl. | Verein         | Sp. | S | U | N | Tore    | Diff. | Punkte |
| --- | -------------- | --- | - | - | - | ------- | ----- | ------ |
| 1.  | Raith Rovers   | 4   | 2 | 2 | 0 | 005:000 | +5    | 09     |
| 2.  | FC Livingston  | 4   | 2 | 1 | 1 | 007:300 | +4    | 08     |
| 3.  | FC Cowdenbeath | 4   | 2 | 0 | 2 | 005:600 | −1    | 06     |
| 4.  | Alloa Athletic | 2   | 1 | 1 | 0 | 002:300 | −1    | 04     |
| 5.  | Brechin City   | 4   | 1 | 0 | 3 | 003:100 | −7    | 03     |

| 10. Juli 2021     |                 |                |
| Brechin City      | 0:3             | FC Livingston  |
| FC Cowdenbeath    | 0:1             | Raith Rovers   |
| 13. Juli 2021     |                 |                |
| Alloa Athletic    | 0:1             | FC Cowdenbeath |
| Raith Rovers      | 4:0             | Brechin City   |
| 17. Juli 2021     |                 |                |
| Alloa Athletic    | 2:1             | FC Livingston  |
| FC Cowdenbeath    | 3:2             | Brechin City   |
| 20./21. Juli 2021 |                 |                |
| Brechin City      | 1:0             | Alloa Athletic |
| FC Livingston     | 0:0 (6:5 i. E.) | Raith Rovers   |
| 24. Juli 2021     |                 |                |
| FC Livingston     | 3:1             | FC Cowdenbeath |
| Raith Rovers      | 0:0 (5:4 i. E.) | Alloa Athletic |

### Gruppe E
| Pl. | Verein              | Sp. | S | U | N | Tore    | Diff. | Punkte |
| --- | ------------------- | --- | - | - | - | ------- | ----- | ------ |
| 1.  | Ayr United          | 4   | 3 | 0 | 1 | 007:000 | +7    | 09     |
| 2.  | Hamilton Academical | 4   | 2 | 1 | 1 | 005:400 | +1    | 08     |
| 3.  | Albion Rovers       | 4   | 0 | 3 | 1 | 004:800 | −4    | 05     |
| 4.  | Edinburgh City      | 4   | 1 | 1 | 2 | 004:500 | −1    | 04     |
| 5.  | FC Falkirk          | 4   | 1 | 0 | 3 | 006:900 | −3    | 03     |

| 9./10. Juli 2021    |                 |                     |
| Edinburgh City      | 0:1             | Hamilton Academical |
| Albion Rovers       | 0:0 (4:2 i. E.) | Ayr United          |
| 13. Juli 2021       |                 |                     |
| Ayr United          | 3:0             | Edinburgh City      |
| FC Falkirk          | 5:1             | Albion Rovers       |
| 17. Juli 2021       |                 |                     |
| Albion Rovers       | 1:1 (5:4 i. E.) | Edinburgh City      |
| FC Falkirk          | 1:2             | Hamilton Academical |
| 20./21. Juli 2021   |                 |                     |
| Hamilton Academical | 0:1             | Ayr United          |
| Edinburgh City      | 13:0 1          | FC Falkirk          |
| 24. Juli 2021       |                 |                     |
| Ayr United          | 23:0 2          | FC Falkirk          |
| Hamilton Academical | 2:2 (6:5 i. E.) | Albion Rovers       |

### Gruppe F
| Pl. | Verein             | Sp. | S | U | N | Tore    | Diff. | Punkte |
| --- | ------------------ | --- | - | - | - | ------- | ----- | ------ |
| 1.  | FC Motherwell      | 4   | 3 | 0 | 1 | 006:400 | +2    | 09     |
| 2.  | FC Queen’s Park    | 4   | 2 | 1 | 1 | 003:200 | +1    | 07     |
| 3.  | Queen of the South | 4   | 2 | 0 | 2 | 009:600 | +3    | 06     |
| 4.  | Airdrieonians FC   | 4   | 1 | 2 | 1 | 004:500 | −1    | 06     |
| 5.  | Annan Athletic     | 4   | 0 | 1 | 3 | 003:800 | −5    | 02     |

| 10. Juli 2021      |                 |                    |
| Airdrieonians FC   | 1:1 (4:5 i. E.) | Annan Athletic     |
| Queen of the South | 0:1             | FC Queen’s Park    |
| 13./14. Juli 2021  |                 |                    |
| Annan Athletic     | 1:3             | Queen of the South |
| FC Queen’s Park    | 0:1             | FC Motherwell      |
| 17. Juli 2021      |                 |                    |
| FC Motherwell      | 3:2             | Queen of the South |
| FC Queen’s Park    | 0:0 (3:4 i. E.) | Airdrieonians FC   |
| 20./21. Juli 2021  |                 |                    |
| Annan Athletic     | 1:2             | FC Queen’s Park    |
| Airdrieonians FC   | 2:0             | FC Motherwell      |
| 24. Juli 2021      |                 |                    |
| FC Motherwell      | 2:0             | Annan Athletic     |
| Queen of the South | 4:1             | Airdrieonians FC   |

### Gruppe G
| Pl. | Verein           | Sp. | S | U | N | Tore    | Diff. | Punkte |
| --- | ---------------- | --- | - | - | - | ------- | ----- | ------ |
| 1.  | FC Kilmarnock    | 4   | 2 | 1 | 1 | 005:600 | −1    | 07     |
| 2.  | FC Stranraer     | 4   | 2 | 0 | 2 | 005:300 | +2    | 06     |
| 3.  | Greenock Morton  | 4   | 1 | 2 | 1 | 003:500 | −2    | 06     |
| 4.  | FC East Kilbride | 4   | 1 | 2 | 1 | 005:300 | +2    | 05     |
| 5.  | FC Clyde         | 4   | 1 | 1 | 2 | 005:600 | −1    | 05     |

| 10. Juli 2021    |                 |                  |
| FC East Kilbride | 13:0 1          | FC Kilmarnock    |
| FC Stranraer     | 23:0 2          | Greenock Morton  |
| 13. Juli 2021    |                 |                  |
| FC Clyde         | 1:0             | FC Stranraer     |
| Greenock Morton  | 0:0 (5:4 i. E.) | FC East Kilbride |
| 17. Juli 2021    |                 |                  |
| FC Clyde         | 1:2             | FC Kilmarnock    |
| FC Stranraer     | 1:0             | FC East Kilbride |
| 20. Juli 2021    |                 |                  |
| FC East Kilbride | 2:2 (3:4 i. E.) | FC Clyde         |
| FC Kilmarnock    | 1:1 (4:3 i. E.) | Greenock Morton  |
| 24. Juli 2021    |                 |                  |
| FC Kilmarnock    | 2:1             | FC Stranraer     |
| Greenock Morton  | 2:1             | FC Clyde         |

### Gruppe H
| Pl. | Verein               | Sp. | S | U | N | Tore    | Diff. | Punkte |
| --- | -------------------- | --- | - | - | - | ------- | ----- | ------ |
| 1.  | FC St. Mirren        | 4   | 4 | 0 | 0 | 009:100 | +8    | 12     |
| 2.  | Dunfermline Athletic | 4   | 3 | 0 | 1 | 013:500 | +8    | 09     |
| 3.  | Partick Thistle      | 4   | 2 | 0 | 2 | 006:700 | −1    | 06     |
| 4.  | FC Stenhousemuir     | 4   | 1 | 0 | 3 | 005:100 | −5    | 03     |
| 5.  | FC Dumbarton         | 4   | 0 | 0 | 4 | 002:120 | −10   | 0      |

| 10. Juli 2021        |        |                      |
| FC Dumbarton         | 10:3 1 | FC St. Mirren        |
| Partick Thistle      | 2:4    | Dunfermline Athletic |
| 13. Juli 2021        |        |                      |
| FC Dumbarton         | 1:2    | FC Stenhousemuir     |
| FC St. Mirren        | 1:0    | Dunfermline Athletic |
| 17. Juli 2021        |        |                      |
| Dunfermline Athletic | 5:1    | FC Dumbarton         |
| FC Stenhousemuir     | 1:2    | Partick Thistle      |
| 20. Juli 2021        |        |                      |
| Partick Thistle      | 2:0    | FC Dumbarton         |
| FC Stenhousemuir     | 1:3    | FC St. Mirren        |
| 24./25. Juli 2021    |        |                      |
| Dunfermline Athletic | 4:1    | FC Stenhousemuir     |
| FC St. Mirren        | 2:0    | Partick Thistle      |

### Rangliste der Gruppenzweiten
Die besten drei Gruppenzweiten erreichten die 2. Runde.
| Pl. | Verein               | Sp. | S | U | N | Tore    | Diff. | Punkte | Gruppe |
| --- | -------------------- | --- | - | - | - | ------- | ----- | ------ | ------ |
| 1.  | Dunfermline Athletic | 4   | 3 | 0 | 1 | 013:500 | +8    | 09     | H      |
| 2.  | FC Arbroath          | 4   | 3 | 0 | 1 | 006:300 | +3    | 09     | B      |
| 3.  | FC Livingston        | 4   | 2 | 1 | 1 | 007:300 | +4    | 08     | D      |
| 4.  | Stirling Albion      | 4   | 2 | 1 | 1 | 008:700 | +1    | 08     | A      |
| 5.  | Forfar Athletic      | 4   | 2 | 1 | 1 | 006:500 | +1    | 08     | C      |
| 6.  | Hamilton Academical  | 4   | 2 | 1 | 1 | 005:400 | +1    | 08     | E      |
| 7.  | FC Queen’s Park      | 4   | 2 | 1 | 1 | 003:200 | +1    | 07     | F      |
| 8.  | FC Stranraer         | 4   | 2 | 0 | 2 | 005:300 | +2    | 06     | G      |

## 2. Runde
In der 2. Runde nahmen die acht Gruppensieger und die drei zweitbesten Mannschaften jeder Gruppe aus der 1. Runde teil. Dazu stiegen die Europapokalteilnehmer Glasgow Rangers, Celtic Glasgow, Hibernian Edinburgh, FC Aberdeen, und der FC St. Johnstone in den Wettbewerb ein. Die 2. Runde wurde am 25. Juli 2021 ausgelost. Ausgetragen wurden die Spiele zwischen dem 13. und 15. August 2021.
| Datum                      |                         | Ergebnis              |                           |
| -------------------------- | ----------------------- | --------------------- | ------------------------- |
| 13. August 2021, 19:30 BST | Glasgow Rangers (I)     | 5:0                   | Dunfermline Athletic (II) |
| 14. August 2021, 15:00 BST | Ayr United (II)         | 1:1 n. V. (3:4 i. E.) | Dundee United (I)         |
| 14. August 2021, 15:00 BST | FC Dundee (I)           | 1:0                   | FC Motherwell (I)         |
| 14. August 2021, 15:00 BST | FC Livingston (I)       | 1:1 n. V. (4:3 i. E.) | FC St. Mirren (I)         |
| 15. August 2021, 12:00 BST | Raith Rovers (II)       | 2:1                   | FC Aberdeen (I)           |
| 15. August 2021, 14:00 BST | FC Arbroath (II)        | 2:2 n. V. (2:3 i. E.) | FC St. Johnstone (I)      |
| 15. August 2021, 14:00 BST | Hibernian Edinburgh (I) | 2:0                   | FC Kilmarnock (II)        |
| 15. August 2021, 15:00 BST | Celtic Glasgow (I)      | 3:2                   | Heart of Midlothian (I)   |

## Viertelfinale
Das Viertelfinale wurde am 15. August 2021 ausgelost. Ausgetragen wurden die Spiele am 22. und 23. September 2021.
| Datum                         |                     | Ergebnis |                         |
| ----------------------------- | ------------------- | -------- | ----------------------- |
| 22. September 2021, 19:45 BST | FC Dundee (I)       | 0:2      | FC St. Johnstone (I)    |
| 22. September 2021, 19:45 BST | Glasgow Rangers (I) | 2:0      | FC Livingston (I)       |
| 23. September 2021, 19:45 BST | Celtic Glasgow (I)  | 3:0      | Raith Rovers (II)       |
| 23. September 2021, 19:45 BST | Dundee United (I)   | 1:3      | Hibernian Edinburgh (I) |

## Halbfinale
Das Halbfinale wurde am 23. September 2021 ausgelost. Ausgetragen wurden die Spiele am 20. und 21. November 2021 im Hampden Park von Glasgow.
| Datum                        |                     | Ergebnis |                         |
| ---------------------------- | ------------------- | -------- | ----------------------- |
| 20. November 2021, 17:15 GMT | Celtic Glasgow (I)  | 1:0      | FC St. Johnstone (I)    |
| 21. November 2021, 16:00 GMT | Glasgow Rangers (I) | 1:3      | Hibernian Edinburgh (I) |

## Finale
| Hibernian Edinburgh                                   | Hibernian Edinburgh | Celtic Glasgow | Celtic Glasgow |
| ----------------------------------------------------- | --- | --- | -------------- |
| Hibernian Edinburgh                                   | \| 19. Dezember 2021 um 15 Uhr in Glasgow (Hampden Park) \| \| Ergebnis: 1:2 (0:0) \| \| Zuschauer: 48.540 \| \| Schiedsrichter: John Beaton \| \| Spielbericht \|                                                                                | \| 19. Dezember 2021 um 15 Uhr in Glasgow (Hampden Park) \| \| Ergebnis: 1:2 (0:0) \| \| Zuschauer: 48.540 \| \| Schiedsrichter: John Beaton \| \| Spielbericht \| | Celtic Glasgow |
| Hibernian Edinburgh                                   | Matt Macey – Paul McGinn, Ryan Porteous, Paul Hanlon , Lewis Stevenson (81. Josh Doig) – Joe Newell, Jake Doyle-Hayes – Martin Boyle, Josh Campbell (73. Scott Allan), Jamie Murphy (81. Christian Doidge) – Kevin Nisbet Cheftrainer: David Gray | Joe Hart – Josip Juranović, Cameron Carter-Vickers, Carl Starfelt, Greg Taylor (75. Tony Ralston) – Tom Rogic, Callum McGregor , David Turnbull (27. Nir Bitton) – Liel Abada, Kyōgo Furuhashi (83. Owen Moffat), Michael Johnston (83. Liam Scales) Cheftrainer: Ange Postecoglou ( Australien) | Celtic Glasgow |
| Hibernian Edinburgh                                   | 1:0 Paul Hanlon (51.) | 1:1 Kyōgo Furuhashi (52.) 1:2 Kyōgo Furuhashi (72.) | Celtic Glasgow |
| Hibernian Edinburgh                                   | Jake Doyle-Hayes (35.), Kevin Nisbet (43.), Paul McGinn (72.) | Josip Juranović (34.), Michael Johnston (83.) | Celtic Glasgow |
| Hibernian Edinburgh                                   | Spieler des Spiels: Kyōgo Furuhashi | | Celtic Glasgow |
| 19. Dezember 2021 um 15 Uhr in Glasgow (Hampden Park) | | |                |
| Ergebnis: 1:2 (0:0)                                   | | |                |
| Zuschauer: 48.540                                     | | |                |
| Schiedsrichter: John Beaton                           | | |                |
| Spielbericht                                          | | |                |

## Siegermannschaft von Celtic Glasgow
(Berücksichtigt wurden Spieler mit mindestens einem Einsatz; in Klammern sind die Einsätze und Tore angegeben)
| 1. | Celtic Glasgow |
|    | - Tor: Joe Hart (4/0) - Abwehr: Cameron Carter-Vickers (3/0); Josip Juranović (3/0); Adam Montgomery (2/0); Tony Ralston (4/0); Liam Scales (2/0); Carl Starfelt (3/0); Greg Taylor (2/0); Stephen Welsh (2/1) - Mittelfeld: Nir Bitton (3/0); James Forrest (2/1); Michael Johnston (2/0); Jota (2/1); James McCarthy (3/0); Callum McGregor (3/0); Owen Moffat (1/0); Tom Rogic (3/0); Ismaila Soro (3/0); David Turnbull (4/1); - Angriff: Liel Abada (3/1); Albian Ajeti (3/0); Odsonne Édouard (1/1); Kyōgo Furuhashi (3/3) - Trainer: Ange Postecoglou |